# Öndörsil járás
Öndörsil járás (mongol nyelven: Өндөршил сум) Mongólia Közép-Góbi tartományának egyik járása. Területe 5000 km². Népessége kb. 1600 fő.
Székhelye, Bohot (Бохот) 190 km-re fekszik Mandalgobi tartományi székhelytől.